# 蕭定 (萬曆進士)
蕭定（1576年—1636年），字彥得，號止玄，廣東省潮州府澄海縣人，民籍，治《詩經》。

## 生平
丙子正月二十二日生，行一。由選貢生中式甲午鄉試三十三名舉人，年三十四歲中式萬曆三十八年庚戌科會試二百八十九名，第三甲第八十五名進士。都察院觀政，乞求終養歸。

## 家族
曾祖蕭瑜，壽官；祖蕭道充，庠生；父蕭日嚴，庠生；母徐氏。慈侍下。

## 延伸阅读
[在维基数据编辑]
 《新唐書·卷101》，出自《新唐書》